# Flora Murray
Flora Murray, CBE (Murraythwaite, 8 maggio 1869 – Belsize Park, 28 luglio 1923), è stata un medico pioniere scozzese e un membro dell'Unione sociale e politica delle donne. Dal 1914 fino alla fine della sua vita visse con la sua partner e collega dottoressa Louisa Garrett Anderson.

## Biografia

### Vita e formazione
Flora Murray nacque l'8 maggio 1869 a Murraythwaite, Dumfries, in Scozia, figlia di Grace Harriet Murray (nata Graham) e John Murray, proprietario terriero e capitano della Royal Navy. La Murray era la quarta di sei bambini.
Frequentò la scuola in Germania e Londra prima di frequentare l'ospedale di Londra a Whitechapel nel 1890, come infermiera in prova, per un corso di sei mesi. Decise di fare carriera in medicina e continuò a studiare alla London School of Medicine for Women nel 1897. Lavorò poi come assistente medico per 18 mesi in un manicomio presso la Crichton Royal Institution di Dumfriesshire. Questa esperienza fu di importanza cruciale nella stesura della sua tesi MD chiamata Asylum Organization and Management ("Asilo Organizzazione e Gestione") (1905). Completò la sua educazione medica alla Università di Durham, ricevendo il suo MB BSc nel 1903 e MD nel 1905. Ricevette un diploma in salute pubblica presso l'Università di Cambridge nel 1906.
Durante il suo periodo in Scozia, la Murray visse a Edimburgo con la dott.ssa Elsie Inglis, fondatrice del movimento Scottish Women's Hospitals. Gli storici come Hamer e Jennings hanno sostenuto che la Murray ebbe la sua "prima relazione lesbica seria" con Elsie Inglis.

### Carriera

#### Medico
Nel 1905 fu ufficiale medico presso l'Ospedale di Belgrave per i Bambini a Londra e poi anestesista all'Ospedale del Chelsea per le Donne. Nel 1905 The Lancet pubblicò un articolo che scrisse sull'uso dell'anestetico nei bambini, intitolato Etil cloruro come anestetico per i bambini.

#### Suffragetta
L'aiuto della Murray nel suffragio femminile iniziò per la prima volta quando divenne una partecipante e attivista delle Società Nazionali di Suffragio Femminile di Millicent Fawcett. Continuò quindi il suo lavoro nel suffragio femminile come sostenitore dell'unione sociale e della politica femminile. Diventò anche una partecipante costante al movimento militante, offrendo i suoi servizi come praticante, tra cui presso la casa di cura di Pembroke Gardens per le suffragette che si riprendevano dall'alimentazione forzata, gestite dalle infermiere Catherine Pine e Gertrude Townend.
Assunse un ruolo di leadership e mostrò il suo valore come attivista parlando nelle riunioni pubbliche, diventando membro della protesta del censimento del 1911 e usando le sue conoscenze e abilità mediche per curare le sue compagne suffragette che avevano subito lesioni per il loro lavoro di attiviste. Si occupò di Emmeline Pankhurst e di altri scioperi della fame dopo il loro rilascio dalla prigione e fece una campagna con altri medici contro l'alimentazione forzata delle prigioniere.

#### Ospedale Femminile per Bambini

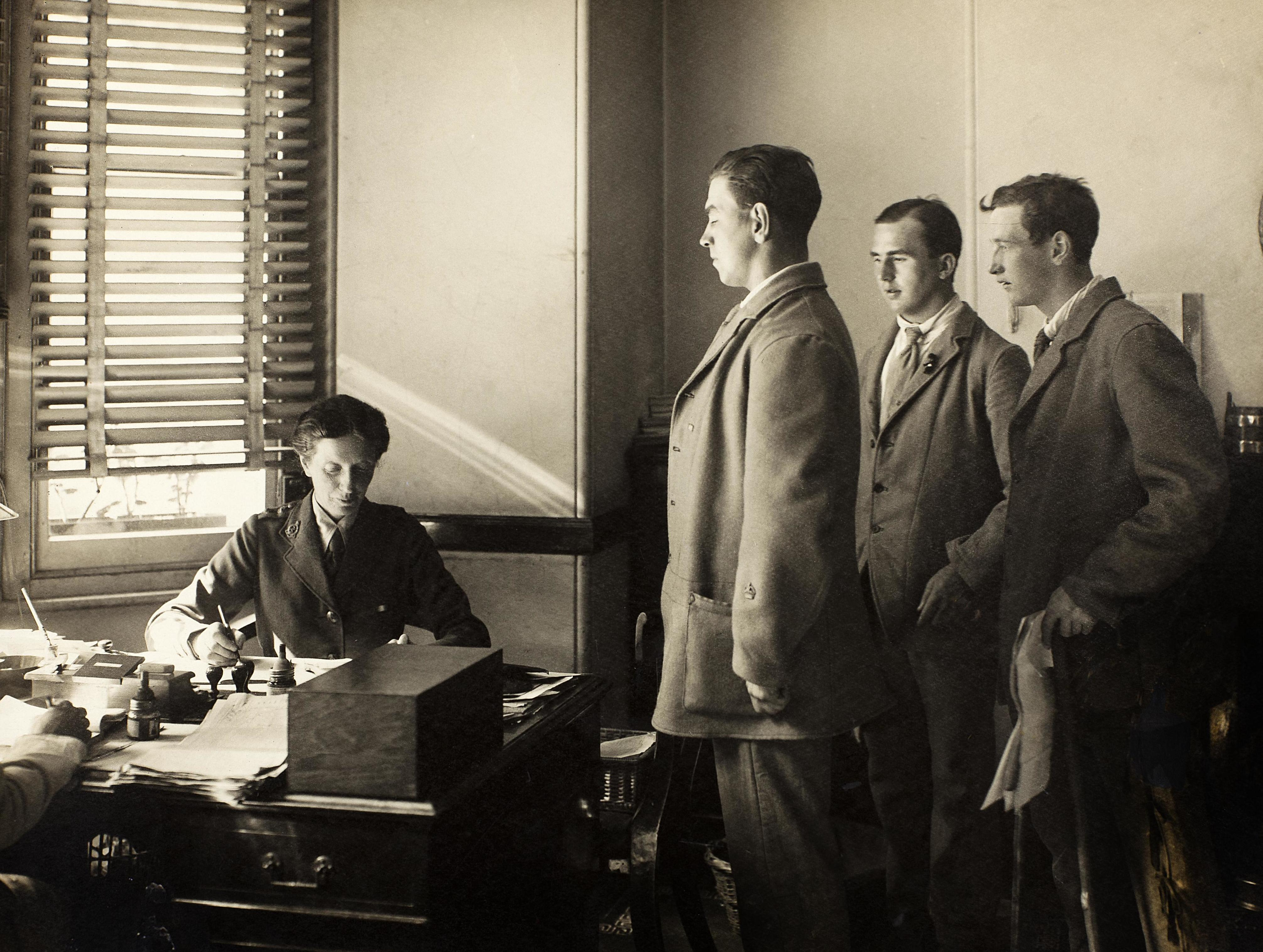
La dottoressa Flora Murray dimette i pazienti, Endell Street c. 1915

Nel 1912 fondò l'ospedale femminile per bambini al n. 688 di Harrow Road con Louisa Garrett Anderson. Diede assistenza sanitaria ai bambini della classe operaia della zona e offrì alle donne medici l'unica opportunità di acquisire esperienza clinica in pediatria a Londra: il motto dell'ospedale era Fatti non parole.

### Prima Guerra Mondiale
Quando scoppiò la prima guerra mondiale, Flora e la sua partner dottoressa Louisa Garrett Anderson fondarono il Women's Hospital Corps (WHC) e reclutarono donne per personale. Credendo che l'ufficio di guerra britannico avrebbe respinto la loro offerta di aiuto e sapendo che i francesi avevano bisogno di assistenza medica, offrirono la loro assistenza alla Croce Rossa francese. I francesi accettarono la loro offerta e fornirono loro lo spazio destinato ad un hotel di nuova costruzione a Parigi come loro ospedale. Flora Murray fu nominata Médecin-en-Chef (capo medico) e la Anderson diventò il chirurgo capo.
La Murray riferì nel suo diario che i rappresentanti in visita dell'ufficio di guerra britannico erano stupiti di trovare un ospedale gestito con successo da donne britanniche e l'ospedale fu presto trattato come un ospedale ausiliario britannico piuttosto che uno francese. Oltre all'ospedale di Parigi, il Corpo dell'ospedale femminile gestiva anche un altro ospedale militare a Wimereux.
Nel gennaio 1915 le vittime iniziarono a essere evacuate in Inghilterra per le cure. L'ufficio di guerra invitò Murray e Anderson a tornare a Londra per gestire un vasto ospedale, l'Ospedale Militare di Endell Street (ESMH), sotto il Royal Army Medical Corps. L'ESMH trattò quasi 50.000 soldati tra maggio 1915 e settembre 1919 quando chiuse.

Dopo la fine della guerra, la Murray tornò al Harrow Road Hospital che fu ribattezzato Roll of Honor Hospital, dove continuò il suo lavoro come praticante privata. Il suo diario sulle sue esperienze della guerra divenne un libro intitolato Women as Army Surgeons: Being the History of the Women's Hospital Corps in Paris (Donne come chirurghi dell'esercito: essere la storia del Corpo dell'ospedale femminile di Parigi) (1920). La dedica del libro recita: "A Louisa Garrett Anderson: audace, cauta, sincera e mia amorevole compagna".

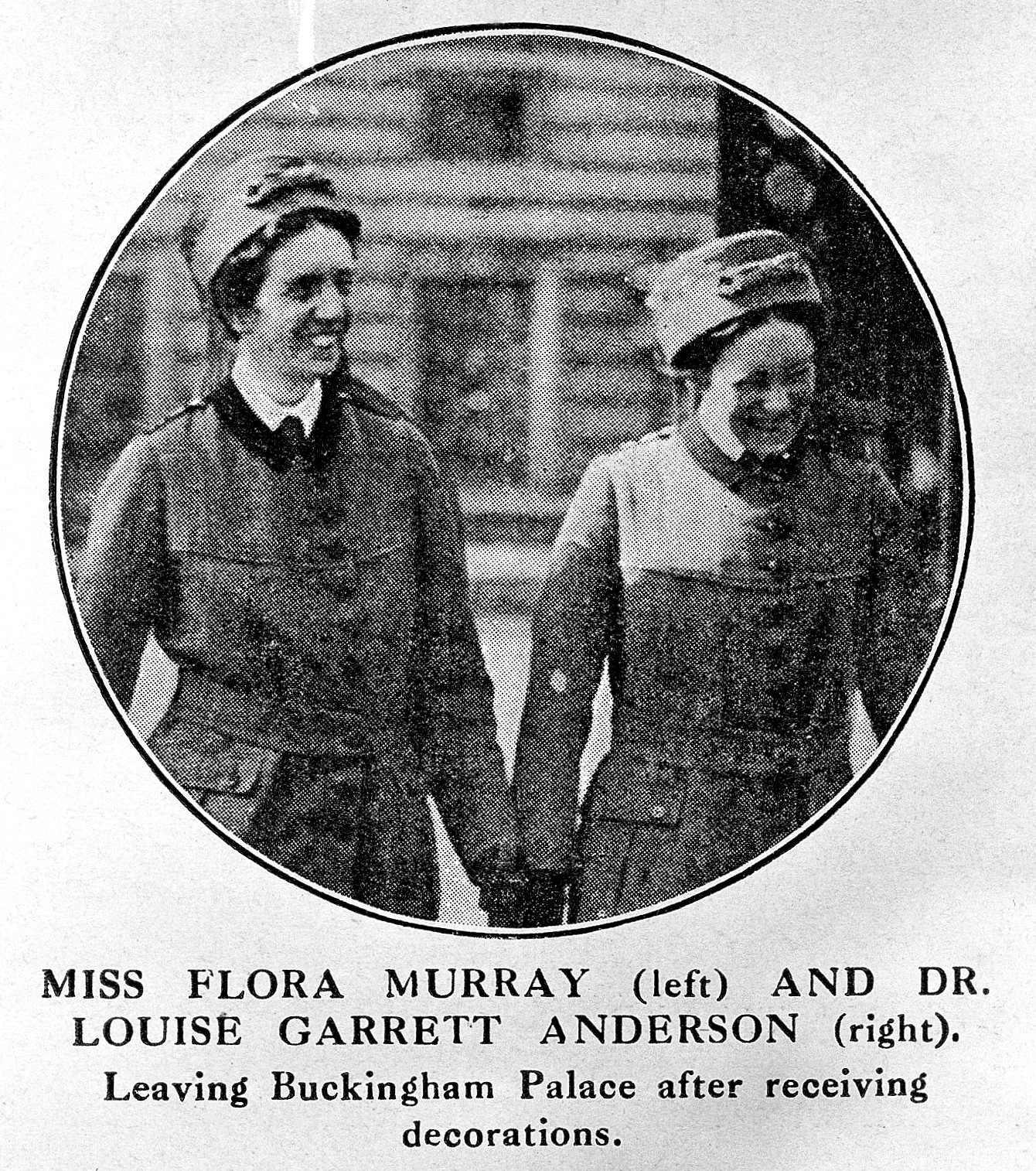
Flora Murray (a sinistra) e la dottoressa Louise Garrett Anderson (a destra) lasciano Buckingham Palace dopo aver ricevuto le decorazioni

La mancanza di finanziamenti alla fine portò alla chiusura del Roll of Honor Hospital e anche al ritiro della Murray e Anderson. Si trasferirono in un cottage a Paul End, a Penn, Buckinghamshire.

### Morte
La Murray soffriva di cancro e morì il 28 luglio 1923, all'età di 54 anni. La sua morte avvenne poco dopo l'intervento in una casa di cura a Hampstead, a Londra. La sua compagna di vita era al suo fianco. Lasciò tutto alla Anderson nel suo testamento. Flora Murray è sepolta nella Holy Trinity Church a Penn, Buckinghamshire, vicino all'ex casa della coppia. Mentre la Anderson fu successivamente cremata e le sue ceneri sparse sui South Downs, una lapide condivisa commemora entrambe le donne.
Flora Murray
CBE, MD, BS Durham, DPH. Cambridge
Daughter of Com John Murray RN
Murraythwaite, Dumfriesshire
Born 8 May 1869
Died 26 July 1923
She commanded the military hospital Endall Street London with the rank of Lieutenant Colonel RAMC 1915 -1919
God gave her the strength to lead, to pity and to heal
And of her friend
Louisa Garrett Anderson
C.B.E., M.D., Chief Surgeon Women's Hospital Corps 1914–1919
Daughter of James George Skelton Anderson and Elizabeth Garrett Anderson of Aldeburgh, Suffolk.
Born 28 July 1873
Died 15 November 1943
WE HAVE BEEN GLORIOUSLY HAPPY»
Flora Murray
CBE, MD, BS Durham, DPH. Cambridge
Figlia del Com John Murray RN
Murraythwaite, Dumfriesshire
Nata l'8 maggio 1869
Morta il 26 luglio 1923
Comandò l'ospedale militare Endall Street a Londra con il grado di tenente colonnello Ramc 1915-1919
Dio le diede la forza di dirigere, di avere pietà e di guarire
E della sua amica
Louisa Garrett Anderson
C.B.E., M.D., Chief Surgeon Women's Hospital Corps 1914-1919
Figlia di James George Skelton Anderson e Elizabeth Garrett Anderson di Aldeburgh, Suffolk.
Nata il 28 luglio 1873
Morta il 15 novembre 1943
SIAMO STATI GLORIOSAMENTE FELICI»

## Commemorazioni
Nell'aprile 2022 fu annunciato che la Murray sarebbe apparsa sul "retro" della nuova banconota in polimero da 100 sterline, che sarebbe stata emessa dalla Bank of Scotland per evidenziare il suo lavoro in medicina per i diritti delle donne. La nota avrebbe presentato un ritratto della Murray di Francis Dodd. L'amministratore delegato della Royal Free London NHS Foundation Trust notò che "A quasi un secolo dalla sua morte, la storia di Flora ci ricorda l'enorme debito di gratitudine che abbiamo nei confronti di quei primi agitatori che rifiutarono di accettare le limitazioni imposte da una società che non credeva che le donne potessero o dovessero essere dottori, medici e chirurghi. Allora e adesso, abbracciamo i pionieri, gli innovatori e coloro che cambiano le regole del gioco".
La banconota arrivò terza nel concorso "delle banconote più bello del mondo" del 2023, con l'immagine di Flora Murray sul retro, in primo piano e le sue barelliere dello Endell Street Hospital sullo sfondo. Appare anche in modo univoco nell'ologramma di sicurezza anteriore della banca.